# Antonio Satriano
Antonio Satriano (Locri, 30 ottobre 2003) è un calciatore italiano, attaccante dell'Heracles Almelo.

## Carriera

### Club
Nato a Locri, ha iniziato a giocare a calcio all'Audax Gioiosa, prima di trasferirsi al Crotone nel 2014. Nella primavera del 2018, a 15 anni, è stato notato dalla Roma durante un incontro fra le rispettive squadre Under-16, ed è stato successivamente acquistato dai giallorossi.
Nel settembre del 2020 ha firmato il suo primo contratto professionistico.
Il 5 gennaio 2023 si è unito all'Heracles Almelo a titolo definitivo, con un contratto fino a giugno 2027. Il trasferimento è stato stimato in 400 mila euro più il 20% dei ricavi di una futura vendita.
Ha fatto il suo esordio fra i professionisti una settimana più tardi in KNVB beker contro il Go Ahead Eagles. Tre giorni più tardi ha debuttato in Eerste Divisie entrando in campo al posto di Abdenego Nankishi contro il PEC Zwolle. Il 13 febbraio ha segnato il suo primo gol in una vittoria per 2-0 contro il MVV.
Il 23 gennaio 2024, è stato ceduto in prestito con diritto di riscatto al Trento, in Serie C, fino al termine della stagione. Il 5 marzo seguente, ha segnato la sua prima rete per il club trentino, decidendo la sfida di campionato in casa dell'Alessandria (1-0).
Il 27 agosto dello stesso anno, è stato ceduto in prestito per una stagione alla Casertana, sempre in Serie C.
Il 17 gennaio 2025, viene richiamato dal prestito e ceduto con la stessa formula al Renate, ancora nella terza serie.

### Nazionale
Satriano ha giocato nella nazionale italiana Under-20.

## Statistiche

### Presenze e reti nei club
Statistiche aggiornate al 17 gennaio 2025.
| Stagione               | Squadra                | Campionato             | Campionato | Campionato | Coppe nazionali | Coppe nazionali | Coppe nazionali | Coppe continentali | Coppe continentali | Coppe continentali | Altre coppe | Altre coppe | Altre coppe | Totale | Totale | Totale |
| Stagione               | Squadra                | Comp                   | Pres       | Reti       | Comp            | Pres            | Reti            | Comp               | Pres               | Reti               | Comp        | Pres        | Reti        | Pres   | Reti   |        |
| ---------------------- | ---------------------- | ---------------------- | ---------- | ---------- | --------------- | --------------- | --------------- | ------------------ | ------------------ | ------------------ | ----------- | ----------- | ----------- | ------ | ------ | ------ |
| 2022-2023              | Heracles Almelo        | 1D                     | 6          | 1          | CO              | 1               | 0               |                    | -                  | -                  |             | -           | -           | 7      | 1      |        |
| lug.-dic. 2023         | Heracles Almelo        | ED                     | 6          | 0          | CO              | 0               | 0               |                    | -                  | -                  |             | -           | -           | 6      | 0      |        |
| gen.-giu. 2024         | Trento                 | C                      | 8+1        | 1          | CI-C            | 0               | 0               |                    | -                  | -                  |             | -           | -           | 9      | 1      |        |
| lug.-ago. 2024         | Heracles Almelo        | 1D                     | 0          | 0          | CO              | -               | -               |                    | -                  | -                  |             | -           | -           | 0      | 0      |        |
| Totale Heracles Almelo | Totale Heracles Almelo | Totale Heracles Almelo | 12         | 1          |                 | 1               | 0               |                    | -                  | -                  |             | -           | -           | 13     | 1      |        |
| ago. 2024-gen. 2025    | Casertana              | C                      | 7          | 0          | CI-C            | 0               | 0               | -                  | -                  | -                  | -           | -           | -           | 7      | 0      |        |
| gen.-giu. 2025         | Renate                 | C                      | 0          | 0          | CI-C            | -               | -               | -                  | -                  | -                  | -           | -           | -           | 0      | 0      |        |
| Totale carriera        | Totale carriera        | Totale carriera        | 28         | 2          |                 | 1               | 0               |                    | -                  | -                  |             | -           | -           | 29     | 2      |        |